# Saison 2023 de la Major League Rugby
Navigation
2022 2024
La Major League Rugby 2023 est la 6e édition de la compétition qui se déroule de février à juillet 2023. Elle oppose douze équipes des États-Unis et du Canada.

## Contexte
La Major League Rugby (MLR) – le plus haut niveau de compétition de rugby en Amérique du Nord – a commencé sa sixième saison de compétition le 17 février 2023, avec douze équipes en lice.
Une nouvelle équipe, les Chicago Hounds, dispute sa première saison, avec des matchs à domicile au SeatGeek Stadium de Bridgeview, Illinois. Les finales de conférence de cette saison sont prévues pour les 1er et 2 juillet 2023. La finale a lieu le 8 juillet au SeatGeek Stadium de Chicago.
Deux franchises disparaissent : les Giltinis de Los Angeles et les Gilgronis d'Austin. Suspendues en fin de saison 2022 pour infractions financières, les deux équipes n'ont pas été retenues pour la nouvelle saison à la suite de la triche avérée de leur propriétaire Adam Gilchrist. Les joueurs de ces deux équipes ont été mis à disposition des autres franchises par le biais d'un "draft de dispersion/expansion". Ainsi l'équipe de Chicago compte dans son effectif pas moins de vingt joueurs issus des équipes de Los Angeles et Austin. Ceux n'ayant pas souhaité s'inscrire à ce draft ou n'étant pas parvenus à un accord contractuel avec leur nouvel employeur sont libres de signer dans la franchise de leur choix à parti de la mi-saison.
Deux équipes changent de stade. La Legion de San Diego emménage au Snapdragon Stadium, partagé avec les Aztecs et la Wave. Rugby New York quitte le New Jersey pour rejoindre Mount Vernon et le Memorial Field, qui vient d'être rénové.
Lors de la première journée de championnat, San Diego établit un nouveau record d'affluence de la ligue, avec 11423 spectateurs pour la réception des Warriors de l'Utah.
Parallèlement à la saison régulière, plusieurs joueurs de MLR sont mis à disposition des Hawks, l'équipe de développement mise en place conjointement avec USA Rugby. Les Hawks rencontrent plusieurs équipes sud-américaines aux mois de mars et avril.
La finale est disputée sur terrain neutre, à Chicago et voit la victoire de New England. Si la ligue observe une augmentation des affluences dans les stades, elle constate également un effritement de l'audimat TV pour la finale (- 44 % par rapport à la finale 2021).

## Liste des équipes en compétition
| Chicago Houston San Diego Seattle Utah Nlle-Angleterre Nlle-Orléans Washington New York Atlanta Toronto Dallas |

| Conférence | Équipe                               | Ville                   | Stade                     | Capacité |
| ---------- | ------------------------------------ | ----------------------- | ------------------------- | -------- |
| Est        | Free Jacks de la Nouvelle-Angleterre | Quincy (Massachusetts)  | Veterans Memorial Stadium | 5 000    |
| Est        | Gold de La Nouvelle-Orléans          | Metairie (Louisiane)    | Gold Mine                 | 10 000   |
| Est        | Old Glory DC                         | Leesburg (Virginie)     | Segra Field (en)          | 5 000    |
| Est        | Rugby New York                       | Mount Vernon (New York) | Memorial Stadium          | 3 900    |
| Est        | Rugby ATL                            | Atlanta (Géorgie)       | Silverbacks Park          | 5 000    |
| Est        | Arrows de Toronto                    | Toronto (Ontario)       | Stade York Lions          | 4 000    |
| Ouest      | SaberCats de Houston                 | Houston (Texas)         | Aveva Stadium             | 5 000    |
| Ouest      | Hounds de Chicago                    | Chicago (Illinois)      | SeatGeek Stadium          | 20 000   |
| Ouest      | Legion de San Diego                  | San Diego (Californie)  | Snapdragon Stadium        | 35 000   |
| Ouest      | Seawolves de Seattle                 | Tukwila (Washington)    | Starfire Sports           | 4 500    |
| Ouest      | Warriors de l'Utah                   | Herriman (Utah)         | Zions Bank Stadium        | 5 000    |
| Ouest      | Jackals de Dallas                    | Arlington (Texas)       | Choctaw Stadium           | 4 000    |

## Draft universitaire 2022
Les choix du premier des trois tours de draft sont les suivants :
| Tour | Choix | Joueur             | Poste                       | Franchise                   | Université                               |
| ---- | ----- | ------------------ | --------------------------- | --------------------------- | ---------------------------------------- |
| 1    | 1     | Sam Golla          | Deuxième ligne              | Jackals de Dallas           | Université de Californie                 |
| 1    | 2     | Sebastiano Villani | Demi de mêlée               | Gold de La Nouvelle-Orléans | Université Saint-Bonaventure             |
| 1    | 3     | Cali Martinez      | Pilier                      | Old Glory DC                | Université de la Colombie-Britannique    |
| 1    | 4     | Seth Purdey        | Centre                      | Rugby ATL                   | Université de Californie                 |
| 1    | 5     | Owain Ruttan       | Troisième ligne aile        | Arrows de Toronto           | Université de la Colombie-Britannique    |
| 1    | 6     | Chase Jones        | Deuxième ou troisième ligne | Gold de La Nouvelle-Orléans | Collège Saint Mary de Californie         |
| 1    | 7     | Trent Rogers       | Pilier                      | Gold de La Nouvelle-Orléans | Kutztown University of Pennsylvania (en) |
| 1    | 8     | Ethan Hager        | Ailier                      | Jackals de Dallas           | Université de Victoria                   |
| 1    | 9     | Tai Kauwe          | Demi de mêlée               | Warriors de l'Utah          | Kutztown University of Pennsylvania (en) |
| 1    | 10    | Matt Gelhaus       | Deuxième ligne              | Rugby ATL                   | Kutztown University of Pennsylvania (en) |
| 1    | 11    | Gabe Kettering     | Pilier                      | Warriors de l'Utah          | Lindenwood University (en)               |
| 1    | 12    | Shane Barry        | Demi d'ouverture            | Seawolves de Seattle        | Université de Californie à Los Angeles   |
| 1    | 13    | Doyle Hedgepeth    | Pilier                      | Rugby New York              | Queens University of Charlotte (en)      |
| 2    | -     | -                  | -                           | -                           | -                                        |

## Phase régulière

### Classement de la phase régulière

#### Conférence Est
| Rang | Club                                 | J  | V  | N | D  | Bo | Bd | Pm  | Pe  | Diff | Pts |
| ---- | ------------------------------------ | -- | -- | - | -- | -- | -- | --- | --- | ---- | --- |
| 1    | Free Jacks de la Nouvelle-Angleterre | 16 | 14 | 0 | 2  | 12 | 0  | 556 | 273 | +283 | 68  |
| 2    | Rugby New York                       | 16 | 8  | 0 | 8  | 10 | 1  | 428 | 387 | +41  | 43  |
| 3    | Old Glory DC                         | 16 | 7  | 1 | 8  | 12 | 0  | 408 | 443 | -35  | 43  |
| 4    | Gold de La Nouvelle-Orléans          | 16 | 7  | 0 | 9  | 6  | 1  | 339 | 435 | -96  | 35  |
| 5    | Rugby ATL                            | 16 | 5  | 1 | 10 | 5  | 1  | 355 | 428 | -73  | 28  |
| 6    | Arrows de Toronto                    | 16 | 1  | 2 | 13 | 4  | 4  | 306 | 601 | -295 | 16  |

|  | Qualifié pour la finale de conférence Est.    |
|  | Qualifié pour les barrages de conférence Est. |

#### Conférence Ouest
| Rang | Club                 | J  | V  | N | D  | Bo | Bd | Pm  | Pe  | Diff | Pts |
| ---- | -------------------- | -- | -- | - | -- | -- | -- | --- | --- | ---- | --- |
| 1    | Legion de San Diego  | 16 | 15 | 0 | 1  | 13 | 0  | 554 | 285 | +269 | 73  |
| 2    | Seawolves de Seattle | 16 | 12 | 0 | 4  | 9  | 2  | 509 | 348 | +161 | 59  |
| 3    | SaberCats de Houston | 16 | 10 | 0 | 6  | 12 | 1  | 484 | 413 | +71  | 53  |
| 4    | Warriors de l'Utah   | 16 | 10 | 0 | 6  | 7  | 3  | 445 | 421 | +24  | 50  |
| 5    | Hounds de Chicago    | 16 | 3  | 0 | 13 | 4  | 4  | 327 | 497 | -170 | 20  |
| 6    | Jackals de Dallas    | 16 | 2  | 0 | 14 | 8  | 3  | 278 | 458 | -180 | 19  |

|  | Qualifié pour la finale de conférence Ouest.    |
|  | Qualifié pour les barrages de conférence Ouest. |

#### Résultats
L'équipe qui reçoit est indiquée dans la colonne de gauche.
| Résultats (▼dom., ►ext.)             | CHI   | DAL   | HOU   | NEW   | NOL   | OLD   | ATL   | NY    | SAN   | SEA   | TOR   | UTH   |
| Hounds de Chicago                    | —     | 24-22 | 21-38 | —     | 24-37 | —     | —     | 17-34 | 14-36 | 5-27  | 26-27 | 10-14 |
| Jackals de Dallas                    | 28-29 | —     | 12-33 | —     | 10-15 | 3-7   | —     | —     | 38-47 | 10-35 | 14-11 | 26-36 |
| Sabercats de Houston                 | 40-33 | 33-21 | —     | —     | 35-14 | 31-7  | 40-28 | —     | 31-26 | —     | —     | 24-30 |
| Free Jacks de la Nouvelle-Angleterre | 31-19 | 10-9  | 47-24 | —     | 50-3  | 34-31 | 23-13 | 8-0   | —     | —     | 57-20 | —     |
| Gold de La Nouvelle-Orléans          | —     | —     | —     | 12-36 | —     | 15-28 | 7-23  | 31-5  | 12-26 | 35-36 | 40-24 | 37-14 |
| Old Glory DC                         | 42-27 | —     | —     | 24-42 | 17-20 | —     | 36-28 | 42-31 | —     | 19-41 | 29-3  | 36-22 |
| Rugby ATL                            | 27-12 | 19-27 | —     | 14-35 | 29-16 | 35-27 | —     | 24-39 | 10-35 | —     | 17-10 | —     |
| Rugby New York                       | —     | 43-14 | 27-34 | 18-33 | 54-19 | 34-8  | 31-20 | —     | —     | —     | 39-3  | 33-43 |
| Legion de San Diego                  | 48-24 | 22-0  | 29-16 | 29-12 | —     | 48-26 | —     | 36-13 | —     | 40-19 | —     | 33-17 |
| Seawolves de Seattle                 | 35-13 | 61-19 | 24-12 | 26-34 | —     | —     | 28-22 | 25-11 | 20-23 | —     | —     | 27-20 |
| Arrows de Toronto                    | —     | —     | 26-48 | 5-80  | 24-26 | 29-29 | 34-34 | 27-29 | 17-50 | 27-36 | —     | —     |
| Warriors de l'Utah                   | 24-26 | 33-25 | 34-28 | 26-24 | —     | —     | 28-12 | —     | 16-26 | 41-35 | 47-19 | —     |

- Victoire à domicile
- Match nul
- Victoire à l'extérieur

## Phase finale
|  | Demi-finales de conférence | Demi-finales de conférence | Demi-finales de conférence           | Demi-finales de conférence           |                                      |                                      | Finales de conférence   | Finales de conférence   | Finales de conférence   | Finales de conférence   |  |  | Finale                | Finale                | Finale                | Finale                |
|  |                            |                            |                                      |                                      |                                      |                                      |                         |                         |                         |                         |  |  |                       |                       |                       |                       |
|  |                            |                            |                                      |                                      |                                      |                                      | San Diego, le 3 juillet | San Diego, le 3 juillet | San Diego, le 3 juillet | San Diego, le 3 juillet |  |  | Chicago, le 8 juillet | Chicago, le 8 juillet | Chicago, le 8 juillet | Chicago, le 8 juillet |
|  |                            |                            |                                      |                                      |                                      |                                      | San Diego, le 3 juillet | San Diego, le 3 juillet | San Diego, le 3 juillet | San Diego, le 3 juillet |  |  | Chicago, le 8 juillet | Chicago, le 8 juillet | Chicago, le 8 juillet | Chicago, le 8 juillet |
|  |                            |                            |                                      |                                      |                                      |                                      | San Diego, le 3 juillet | San Diego, le 3 juillet | San Diego, le 3 juillet | San Diego, le 3 juillet |  |  | Chicago, le 8 juillet | Chicago, le 8 juillet | Chicago, le 8 juillet | Chicago, le 8 juillet |
|  |                            |                            |                                      |                                      |                                      |                                      | San Diego, le 3 juillet | San Diego, le 3 juillet | San Diego, le 3 juillet | San Diego, le 3 juillet |  |  | Chicago, le 8 juillet | Chicago, le 8 juillet | Chicago, le 8 juillet | Chicago, le 8 juillet |
|  |                            |                            |                                      |                                      |                                      |                                      | San Diego, le 3 juillet | San Diego, le 3 juillet | San Diego, le 3 juillet | San Diego, le 3 juillet |  |  | Chicago, le 8 juillet | Chicago, le 8 juillet | Chicago, le 8 juillet | Chicago, le 8 juillet |
|  | Legion de San Diego        | Legion de San Diego        | 32                                   | 32                                   |                                      |                                      |                         |                         |                         |                         |  |  | Chicago, le 8 juillet | Chicago, le 8 juillet | Chicago, le 8 juillet | Chicago, le 8 juillet |
|  | Legion de San Diego        | Legion de San Diego        | 32                                   | 32                                   | Seattle, le 25 juin                  |                                      |                         |                         |                         |                         |  |  | Chicago, le 8 juillet | Chicago, le 8 juillet | Chicago, le 8 juillet | Chicago, le 8 juillet |
|  |                            |                            | Seawolves de Seattle                 | Seawolves de Seattle                 | 10                                   | 10                                   |                         |                         |                         |                         |  |  | Chicago, le 8 juillet | Chicago, le 8 juillet | Chicago, le 8 juillet | Chicago, le 8 juillet |
|  | Seawolves de Seattle       | Seawolves de Seattle       | Seawolves de Seattle                 | Seawolves de Seattle                 | 10                                   | 10                                   | 37                      | 37                      |                         |                         |  |  | Chicago, le 8 juillet | Chicago, le 8 juillet | Chicago, le 8 juillet | Chicago, le 8 juillet |
|  | Seawolves de Seattle       | Seawolves de Seattle       | Quincy, le 1er juillet               |                                      |                                      |                                      | 37                      | 37                      |                         |                         |  |  | Chicago, le 8 juillet | Chicago, le 8 juillet | Chicago, le 8 juillet | Chicago, le 8 juillet |
|  | SaberCats de Houston       | SaberCats de Houston       | 26                                   | 26                                   |                                      |                                      |                         |                         |                         |                         |  |  | Chicago, le 8 juillet | Chicago, le 8 juillet | Chicago, le 8 juillet | Chicago, le 8 juillet |
|  | SaberCats de Houston       | SaberCats de Houston       | 26                                   | 26                                   | Legion de San Diego                  | Legion de San Diego                  | 24                      | 24                      |                         |                         |  |  |                       |                       |                       |                       |
|  | New York, le 26 juin       |                            |                                      |                                      | Legion de San Diego                  | Legion de San Diego                  | 24                      | 24                      |                         |                         |  |  |                       |                       |                       |                       |
|  |                            |                            | Free Jacks de la Nouvelle-Angleterre | Free Jacks de la Nouvelle-Angleterre | 25                                   | 25                                   |                         |                         |                         |                         |  |  |                       |                       |                       |                       |
|  | Rugby New York             | Rugby New York             | Free Jacks de la Nouvelle-Angleterre | Free Jacks de la Nouvelle-Angleterre | 25                                   | 25                                   | 33                      | 33                      |                         |                         |  |  |                       |                       |                       |                       |
|  | Rugby New York             | Rugby New York             |                                      |                                      |                                      |                                      |                         |                         |                         |                         |  |  |                       |                       |                       |                       |
|  | Old Glory DC               | Old Glory DC               | 37                                   | 37                                   |                                      |                                      |                         |                         |                         |                         |  |  |                       |                       |                       |                       |
|  | Old Glory DC               | Old Glory DC               | 37                                   | 37                                   | Free Jacks de la Nouvelle-Angleterre | Free Jacks de la Nouvelle-Angleterre | 25                      | 25                      |                         |                         |  |  |                       |                       |                       |                       |
|  |                            |                            |                                      |                                      | Free Jacks de la Nouvelle-Angleterre | Free Jacks de la Nouvelle-Angleterre | 25                      | 25                      |                         |                         |  |  |                       |                       |                       |                       |
|  |                            |                            | Old Glory DC                         | Old Glory DC                         | 7                                    | 7                                    |                         |                         |                         |                         |  |  |                       |                       |                       |                       |
|  |                            |                            |                                      |                                      | 7                                    | 7                                    |                         |                         |                         |                         |  |  |                       |                       |                       |                       |
|  |                            |                            |                                      |                                      |                                      |                                      |                         |                         |                         |                         |  |  |                       |                       |                       |                       |
|  |                            |                            |                                      |                                      |                                      |                                      |                         |                         |                         |                         |  |  |                       |                       |                       |                       |
|  |                            |                            |                                      |                                      |                                      |                                      |                         |                         |                         |                         |  |  |                       |                       |                       |                       |
|  |                            |                            |                                      |                                      |                                      |                                      |                         |                         |                         |                         |  |  |                       |                       |                       |                       |

### Résultats détaillés

#### Finale
| 8 juillet 2023 14 h 0 UTC−05:00 | Legion de San Diego | 24 - 25 (17 - 13) | Free Jacks de la Nouvelle-Angleterre | SeatGeek Stadium, Chicago 10 103 spectateurs Arbitre : Joe James |
| 8 juillet 2023 14 h 0 UTC−05:00 | Essai(s) : 3 Poidevin (en) (9e), Augspurger (29e, 60e) Transformation(s) : 3 Hooley (9e, 29e, 60e) Pénalité(s) : 1 Hooley (40e+2) | Rapport           | Essai(s) : 3 Jacobson (en) (4e), Balekana (en) (45e), Malan (76e) Transformation(s) : 2 Potroz (en) (5e, 46e) Pénalité(s) : 2 Potroz (14e, 18e) | SeatGeek Stadium, Chicago 10 103 spectateurs Arbitre : Joe James |
| 8 juillet 2023 14 h 0 UTC−05:00 | | Rapport           | | SeatGeek Stadium, Chicago 10 103 spectateurs Arbitre : Joe James |

| Legion de San Diego · Titulaires · Mike Te'o 15 · Tomas Aoake (en) 14 · Marcel Brache 13 · Ma'a Nonu 12 · Nate Augspurger 11 · 61e Will Hooley 10 · Richard Judd (en) 9 · 52e Tevita Tameilau (en) 8 · 71e Tupou Afungia 7 · Christian Poidevin (en) 6 · Tom Franklin 5 · 43e Ben Grant (en) 4 · 43e Luke Green (en) 3 · 58e Sama Malolo 2 · 9e Faka'osi Pifeleti (en) 1 · Remplaçants · 58e Shilo Klein (en) 16 · 9e Nathan Sylvia (en) 17 · 43e Chris Baumann 18 · 71e Chris Turori 19 · 43e Isaac Ross 20 · 52e Michael Smith (en) 21 · 61e Josh Henderson (en) 22 · Ryan Matyas (en) 23 · Entraîneur · Danny Lee (en) |  |  |  | Free Jacks de la Nouvelle-Angleterre · Titulaires · 15 Reece MacDonald · 14 Mitch Wilson (en) 61e · 13 Ben LeSage (en) · 12 Le Roux Malan · 11 Paula Balekana (en) · 10 Jason Potroz (en) · 9 John Poland (en) · 8 Wian Conradie · 7 Joe Johnston (en) 68e · 6 Mitchell Jacobson (en) · 5 Conor Keys (en) · 4 Semisi Paea (en) 21-30-56e · 3 Joel Hintz (en) 52e · 2 Andrew Quattrin (en) 52e · 1 Kianu Kereru-Symes (en) 52e · Remplaçants · 16 Mills Sanerivi (en) 52e · 17 Kyle Ciquera 52e · 18 Cole Keith 52e · 19 Sam Fischli (en) 21-30-56e · 20 Cam Davidowicz (es) 68e · 21 Holden Yungert (es) · 22 Spencer Jones (en) · 23 Zach Bastres (es) 61e · Entraîneur · Scott Mathie (en) |

## Statistiques

### Meilleurs réalisateurs
| Rang | Joueur             | Club                                 | Poste            | Points |
| ---- | ------------------ | ------------------------------------ | ---------------- | ------ |
| 1    | Jayson Potroz (en) | Free Jacks de la Nouvelle-Angleterre | Demi d'ouverture | 146    |
| 2    | David Coetzer      | SaberCats de Houston                 | Demi d'ouverture | 135    |
| 3    | Joel Hodgson (en)  | Warriors de l'Utah                   | Demi d'ouverture | 122    |

### Meilleurs marqueurs
| Rang | Joueur                | Club                                 | Poste                  | Essais |
| ---- | --------------------- | ------------------------------------ | ---------------------- | ------ |
| 1    | Paul Balekana (en)    | Free Jacks de la Nouvelle-Angleterre | Ailier                 | 15     |
| 2    | Joe Mano (en)         | Warriors de l'Utah                   | Ailier                 | 14     |
| 3    | Riekert Hattingh (en) | Seawolves de Seattle                 | Troisième ligne centre | 12     |

### Plus grand nombre de plaquages
| Rang | Joueur               | Club                 | Poste                  | Plaquages |
| ---- | -------------------- | -------------------- | ---------------------- | --------- |
| 1    | Adriaan Booysen (en) | Jackals de Dallas    | Troisième ligne centre | 257       |
| 2    | Charles Elton (en)   | Seawolves de Seattle | Troisième ligne aile   | 244       |
| 3    | Matt Heaton (en)     | Rugby ATL            | Troisième ligne aile   | 215       |

## Distinctions
- Joueur de l'année : Jayson Potroz (en) (New England Free Jacks)
- Débutant de l'année : Sam Golla (en) (Dallas Jackals)
- Avant de l'année : Wian Conradie (New England Free Jacks)
- 3/4 de l'année : Nate Augspurger (San Diego Legion)
- Entraineur de l'année : Josh Syms (Old Glory DC)